# Ленґ (Пясечинський повіт)
Ленґ (пол. Łęg) — село в Польщі, у гміні Констанцин-Єзьорна Пясечинського повіту Мазовецького воєводства.
Населення — 225 осіб (2011).
У 1975-1998 роках село належало до Варшавського воєводства.

## Демографія
Демографічна структура станом на 31 березня 2011 року:
|          | Загалом | Допрацездатний вік | Працездатний вік | Постпрацездатний вік |
| -------- | ------- | ------------------ | ---------------- | -------------------- |
| Чоловіки | 111     | 21                 | 79               | 11                   |
| Жінки    | 114     | 24                 | 65               | 25                   |
| Разом    | 225     | 45                 | 144              | 36                   |